# Islands U/17-fodboldlandshold
Islands U/17-fodboldlandshold er Islands landshold for fodboldspillere, som er under 17 år og administreres af Knattspyrnusamband Íslands (RFEF).